# Quarantäne (2008)
Quarantäne (Originaltitel: Quarantine) ist ein US-amerikanischer Horrorfilm aus dem Jahr 2008 von Regisseur John Erick Dowdle, der gemeinsam mit Drew Dowdle auch das Drehbuch schrieb. Der Film ist eine Neuverfilmung des spanischen Horrorfilms [●REC] aus dem Jahr 2007.

## Handlung
Die Fernsehreporterin Angela Vidal und der mit ihr zusammenarbeitende Kameramann Scott Percival verbringen eine Nacht auf einer Feuerwache in Los Angeles und drehen einen Fernsehbericht. Der Film ergibt sich aus der Kameralinse. Ein eingehender Notruf lässt das Feuerwehrteam samt Angela und Scott ausrücken. In einem Mietshaus sollen Schreie einer alten Frau gehört worden sein. Die Polizei ist nach Eintreffen der Feuerwehr bereits anwesend und hat das Gebäude umstellt. Als die Polizei die Wohnung betritt und die aufgebrachte Frau beruhigen möchte, greift sie einen Polizisten an und beißt ihm in den Hals. Die Vordertür war bei Rückkehr bereits von der Polizei versperrt und es wurde eine Quarantäne angeordnet sowie eine Nachrichtensperre verhängt.
Während sich alle Anwesenden in der Eingangshalle versammeln und es zu Unstimmigkeiten kommt, stürzt der Feuerwehrmann George Fletcher, der sich noch bei der alten Dame befand, unmittelbar durch das Treppenhaus und wird schwer verletzt.
Unterdessen werden weitere Bewohner aus ihren Wohnungen evakuiert. Unter ihnen befindet sich auch eine kranke Frau, welche medizinisch versorgt werden muss. Scott überwältigt eine Ratte, die ihn scheinbar beißen will. Die Verletzten werden unterdessen in einem Nebenraum behandelt.
Angela beginnt nach und nach die Bewohner des Hauses zu interviewen, wobei ein Kind mit dem Namen Briana von seinem kranken Hund erzählt und selbst an einer Bronchitis leidet. Plötzlich steht Fletcher in der Eingangshalle und fängt an, seltsames Sekret zu spucken. Er wird mit einem Betäubungsmittel ruhig gestellt. Lawrence – ein im Mietshaus lebender Tierarzt – deutet die verschiedenen Symptome (verstopfter Tränenkanal, absondernder Speichel, Fieber) und diagnostiziert bei der jungen Frau Tollwut. Eben jene Symptome weisen auch die Verletzten auf. Bernard und Sadie, die zusammen in einer Wohnung leben, verlassen mit Scott und Angela den Raum und versuchen in ihrer Wohnung mithilfe einer Fernsehantenne Nachrichtenempfang zu bekommen. Als plötzlich der Strom ausfällt, betritt die junge Frau die Wohnung und verhält sich aggressiv. Sie wird getötet. 
Kurz darauf betreten zwei Abgesandte der US-Gesundheitsbehörde CDC das Gebäude. Einer von ihnen entnimmt den Verletzten eine Probe aus dem Gehirn. Als diese zu sich kommen und anfangen aggressiv zu werden, eskaliert die Situation, ein Abgesandter wird getötet und der Tierarzt wird gebissen. Nachdem die Bewohner und das Kamerateam durch den zweiten Beamten aufgeklärt worden sind, dass es sich um eine mutierte Form des Tollwut-Erregers handelt und dieser bei einem Hund aus dem Haus diagnostiziert wurde, fällt der Verdacht sofort auf den Hund von Briana. Briana´s Mutter besteht weiterhin auf die Bronchitis und versucht ihre Tochter zu beschützen, als diese ihr ihren Auswurf ins Gesicht spuckt und davonrennt. Die Mutter wird daraufhin an ein Geländer mit Handschellen gekettet und Briana von dem Team gesucht. Währenddessen beißt sie den zweiten Polizisten in den Hals. Scott, Angela und Feuerwehrmann Jake können fliehen.
In einer leeren Wohnung verbarrikadiert will Bernard aus dem Fenster fliehen, wird jedoch von einem Scharfschützen auf dem gegenüberliegenden Dach per Kopfschuss erschossen, als er das Fenster öffnet und die Plastikplane zerstört. Sadie wird durch die Tollwut infiziert. Kurz darauf entschließen sich alle, durch die Kanalisation zu fliehen, als der Vermieter durch den Beamten gebissen und von den anderen zurückgelassen wird. Als das Kamerateam mit Jake über den Fahrstuhl fliehen will, der auf Notstrom läuft, werden diese von Sadie angegriffen, die von Jake darauf aus Notwehr mittels Genickbruches getötet wird.
Im Apartment des Vermieters sucht Angela nach dem Schlüssel, während Jake versucht, die Infizierten nicht in die Wohnung gelangen zu lassen. Nachdem Angela die Schlüssel gefunden hat, wollen die drei in den Keller, um durch die Kanalisation zu entkommen. Bei dem Versuch wird nun auch Jake getötet, womit Reporterin Angela und Kameramann Scott die einzigen Überlebenden sind.
Sie fliehen jedoch nicht in den Keller, da sich auf der Treppe viele Infizierte befinden, sondern auf den Speicher im Dachgeschoss. Dieser wurde laut früherer Auskunft des Vermieters durch einen Mann gemietet, der jedoch kaum anwesend ist. Mit dem Licht von Scotts Kamera durchsuchen sie das Dachgeschoss-Apartment und finden so heraus, dass dieser okkulte Gegenstände aufgestellt hat. Er ist in ein Labor für chemische Waffen eingebrochen und hat dort ein Virus gestohlen. Nach dem Aufklappen einer Falltür im Dach werden die beiden von einem infizierten Jungen angegriffen, der die Lampe zerstört. Scott schaltet daraufhin das Nachtsichtgerät der Kamera ein. Als Scott sich umsieht, entdeckt er eine Gestalt. Sie durchsucht trotz Anwesenheit von Angela und Scott die Küche. Scott versucht zu fliehen, wird daraufhin angegriffen und lässt die Kamera fallen. Angela schreit auf und nimmt die Kamera an sich und sieht durch das Nachtsichtgerät, wie die Gestalt Scott gerade verspeist. Unfähig, sich zu kontrollieren, schreit sie auf und wird ebenfalls angegriffen, wobei sie die Kamera im Kampf mit dem unbekannten Infizierten fallen lässt. Angela sucht sie erneut, wird aber von dem unbekannten Wesen in das Dunkle gezogen. Ihr Schicksal bleibt ungewiss.

## Hintergrund
- Die Neuverfilmung von [●REC] kam bereits sieben Monate nach der Veröffentlichung des Vorgängers in die deutschen Kinos.
- Der Film wurde in Los Angeles und in den Sony Pictures Studios in Culver City gedreht.
- Die Produktionskosten wurden auf 12 Millionen US-Dollar geschätzt. Der Film spielte in den Kinos weltweit rund 41 Millionen US-Dollar ein, davon rund 31 Millionen US-Dollar in den USA und 0,2 Millionen US-Dollar in Deutschland.[2]
- Kinostart in den USA war am 10. Oktober 2008, in Deutschland am 4. Dezember 2008.

## Unterschiede zu [●REC]
- Im Film [●REC] handelt es sich um ein dämonenartiges Virus. In Quarantäne ist das Virus eine Tollwut-Seuche.
- Die Rollennamen wurden bis auf Ausnahme von Angela Vidal komplett geändert, wobei sich die Aussprache des Namens deutlich unterscheidet.
- Während Angela und Scott den Dachspeicher untersuchen, finden sie ein Tonband, auf dem die Aufnahme verzerrt klingt. In [●REC] ist die Stimme eines Mannes zu erkennen.
- Die Protagonisten aus [●REC] begegnen in einer Dachwohnung einem Wesen, welches weiblich ist. Das Geschlecht des Wesens in Quarantäne ist nicht eindeutig geklärt, jedoch lässt man vermuten, dass es sich hierbei um ein männliches Wesen handelt, da Scott sagt: Er kann uns nicht sehen und wenn er uns nicht hört, findet er uns nicht.
- Anders als in Quarantäne, sieht man in [●REC] den Kameramann kein einziges Mal – es werden lediglich einzelne Körperteile, wie die Beine, gezeigt.
- Im Gegensatz zum Original versucht ein Anwohner aus dem Fenster zu entkommen, zerschneidet die Schutzplane und wird daraufhin von einem Scharfschützen erschossen.
- Es gibt im originalen Film keinen Fahrstuhl, den sie benutzen, um zu entkommen.

## Kritiken
Peter Uehling schrieb in der Berliner Zeitung: „‚Quarantäne‘ ist bis auf wenige, allerdings wichtige Ausnahmen bis in die heftig wackelnden Einstellungen hinein im Grunde mit ‚REC‘ identisch. […] ‚Quarantäne‘ unterscheidet sich von ‚REC‘ allenfalls darin, dass es die schnörkellos brutale Unschuld des Originals verloren hat, aber sich dessen auch bewusst ist. […] Mögen Angela und Scott auch Missgeburten dessen sein, was Journalismus einmal sein sollte, der Hilflosigkeit, mit der die vierte Gewalt hier durch einen Skandal stolpert, ist eine medienkritische Absicht nicht abzusprechen.“
Rudolf Inderst schrieb auf filmspiegel.de: „‚Quarantäne‘ ist ein geradliniger und blutiger Horrorfilm geworden. Zwar war das Original nicht zimperlich, doch ein paar kleine Kameraeinstellungen mehr, verleihen nun dem großen Fressen zusätzliche Härte. […] Natürlich weiß man von Großmeister Romero, dass im Falle eines Wegbrechens staatlicher Ordnung erst einmal Hobbes angesagt ist. Des Polizisten Waffe sitzt dann lockerer, der Feuerwehrmann schlägt mit der Feueraxt nicht mehr nur auf Türen ein und das kleine Kind nagt genüsslich an Mutti. […] Doch schon davor fallen die bürgerlichen Masken in Form von alltäglichem Rassismus, der offensichtlich nur mühsam im Zaum gehalten werden kann. Aber wehe, der Vater des Immigranten könnte die Krankheit eingeschleppt haben – dann ist Schluss mit Humanismus und melting pot. Und immer ist das Misstrauen gegenüber staatlichen Stellen präsent, die Ordnungsmacht manipuliert, lügt, beschwichtigt und, vielleicht am nachhaltigsten: versagt.“
Der Schriftsteller Stephen King stellt den Film Quarantäne und dessen Vorgänger [●REC] im Vorwort zu seinem Sachbuch Danse Macabre in der Ausgabe von 2010 in eine Reihe mit den Filmen Cloverfield und Diary of the Dead als vom Blair Witch Project beeinflusste „Pseudo-Dokus“ und benennt sie als „ziemlich gut“, stellt ihnen jedoch den ebenfalls in der Auflistung genannten Film District 9 als „perfektioniertes Genie“ gegenüber.
Das Lexikon des internationalen Films urteilte: „Hollywood-Remake des spanischen Horrorfilms [Rec]", das seinem Vorgänger in Inhalt und Stil weitgehend folgt und darum auf dieselben Einflüsse verweist. Das Remake bietet darüber hinaus aber kaum eigenständige Interpretationsansätze.“

## Fortsetzung
Eine Fortsetzung unter dem Titel Quarantäne 2: Terminal erschien im Juli 2011. Hauptdarsteller sind unter anderem Mercedes Masöhn und Josh Cooke. Der Film ist eine Direct-to-DVD-Produktion. Vorbild des Films war REC 2, wobei beide Filme komplett unterschiedliche Handlungsszenarien aufweisen.